# 突撃奉仕 暴ランティア部
『突撃奉仕 暴ランティア部』（とつげきほうし ぼうランティアぶ）は、東屋めめによる日本の4コマ漫画作品。竹書房のウェブコミック配信サイト『まんがライフWIN』で2011年7月6日より連載。単行本は全3巻。
エピソードタイトルは「突撃◯の1〜14」で固定されている。

## ストーリー
高校1年生の湯川伊香保は夏休みの直前に転校を強いられ、新しい学校で心機一転しようとクラブ活動に打ち込むことにする。ところが、担任の湯布院から入部を薦められたのは湯布院が顧問を務めるボランティア部。最初は普通にボランティア活動をするクラブだと思い体験入部を承諾したのも束の間、部内は部長の黒川を頂点とする強固なヒエラルキーに支配されており、新入部員の伊香保は拒否権を与えられないまま「暴ランティア」活動へ身を投じることになってしまう。

## 登場人物
湯川 伊香保（ゆかわ いかほ）
主人公、高校1年生。入学してから日が浅い夏休み前の中途半端な時期に転校することになり、転入先の高校でクラブ活動に射ち込もうと決意する。しかし、担任の湯布院に相談したのが運の尽きで「暴ランティア部」の異名を取るボランティア部へ強引に入部させられ「エロ系ヨゴレ担当」の貴重な女子部員として部長の傍若無人な要求に振り回されている。
湯布院（ゆふいん）
伊香保の担任。ボランティア部の顧問を務めており、人当たりの良さそうな外見に反して腹黒い。ボランティア部に女子部員がいない状況をどうにかしたいと考えていた所で伊香保にクラブ活動の相談を持ちかけられ、口八丁手八丁で強引に体験入部させてそのまま正式入部へと追い込んだ。
黒川（くろかわ）
ボランティア部の部長。眼鏡着用。根っからのサディストで、唯一の女子部員として入部した伊香保に無理難題を吹っかけ「エロ系ヨゴレ担当」としてこき使っている。
草津（くさつ）
ボランティア部員。体育会系で、頭にタオルを巻いている。主に肉体労働を担当。部長がバストの一番大きな生徒を部員にしたいと思い、数値を調べてみたところ草津の胸囲が一番大きかったので仕方無くスカウトして入部させた。そうした経緯の為、伊香保が入部するまでは「お色気担当」をさせられていたがごく一部の男子には人気が有ったらしい。
白浜（しらはま）
ボランティア部員。部長の「可愛い子を入部させたい」と言う希望に対して湯布院が連れて来たショタっ気全開の男子生徒だが、実は良家のお坊ちゃまで腹黒い。

## 書誌情報
東屋めめ『突撃奉仕 暴ランティア部』竹書房（バンブーコミックスWINセレクション）、全3巻。
1. 2012年12月21日発行（2012年12月7日発売）ISBN 978-4-8124-8055-7
2. 2014年7月21日発行（2014年7月7日発売）ISBN 978-4-8124-8718-1
3. 2016年2月22日発行（2016年2月8日発売）ISBN 978-4-8019-5450-2